# Companhia de Dança Contemporânea de Évora
A Companhia de Dança Contemporânea de Évora (CDCE) é uma companhia de dança contemporânea portuguesa, sediada na cidade de Évora, Alentejo, Portugal.
Foi criada em 1987 pela coreógrafa e bailarina Nélia Pinheiro a partir do desejo de desenvolver, no Alentejo, um projeto de intervenção comunitária, através de uma estratégia de descentralização cultural e artística.
Sediada em Évora, é uma estrutura artística de criação, programação e formação na área da dança contemporânea. Desde a sua criação, desenvolve um atividade continuada, numa lógica de desenvolvimento de uma linguagem coreográfica identitária numa vertente pluriartística, e no cruzamento da Dança Contemporânea com outras áreas artísticas e de pensamento.
O corpus central da atividade centra-se na produção e difusão do trabalho artístico da coreógrafa Nélia Pinheiro a nível nacional e internacional. A atividade acolhe, ainda, criadores associados, através da criação, produção, coprodução e residências artísticas.
No campo da programação, o FIDANC (Festival Internacional de Dança Contemporânea) e a Black Box promovem a difusão da dança contemporânea portuguesa e o acolhimento de diferentes gerações de criadores na cidade de Évora.
Os Festivais Vozes e Gestos da Terra Chã e Alentejo – Festival Internacional de Artes promovem a criação artística numa relação entre a dança contemporânea, o cante alentejano e os chocalhos.
A aproximação da dança contemporânea à comunidade, a formação artística, a formação de públicos, a inclusão e a mediação cultural sao desenvolvidas pelas atividades - Centro de Formação Artística, Aqui Também se Dança, Dança Participativa, Dança Inclusão.
As criações da CDCE já foram apresentadas em festivais internacionais, em países tais como a Espanha; Letónia; Polónia; Itália; Áustria; Índia; Argélia; Dinamarca; África do Sul; Turquia, Tailândia; Geórgia; Israel; Uruguai; Bélgica; Bulgária.
O reportório de criações da CDCE é composto pelas obras coreográficas da coreógrafa Nélia Pinheiro:
- Eros e Psiquê[24], 2014

- Terra Chã[25][26], 2015
- IN-SHELL-SIDE[27], 2016
- Raízes, 2017
- Tristão e Isolda[28], 2018
- Ensaio sobre a Cegueira[29][30], 2019
- Chico[31], 2020
- Pedra Angular, 2021
- Lucidez[32], 2022
- For Butterflies Of The Mind That Gestate In Time's Delicious Cocoons[33][34], 2023

## Ligações Externas
- https://www.cdce.pt/ (Site oficial)
- https://www.dgartes.gov.pt/pt/entidade/319 (Site DGArtes)
- https://www.portaldadanca.pt/escolas/companhia-de-danca-contemporanea-de-evora/ (Site Portal da Dança)